# Skuleberget
Der Skuleberget ist ein Berg in der Nähe der Europastraße 4 (E4) in Docksta in der schwedischen Gemeinde Kramfors in Ångermanland, Provinz Västernorrland. Für den Berg wurde ein Naturschutzgebiet eingerichtet, er liegt neben dem Nationalpark Skuleskogen. Die nächste größere Stadt ist Örnsköldsvik.
Der Berg fällt auf der zur E4 zugewandten Seite fast senkrecht ab und erzeugt dadurch eine besondere Wirkung. Der Skuleberget erstreckt sich 295 Meter über Meereshöhe. Oben auf dem Berg gibt es eine Reihe von Pfaden und Kletterrouten vom Typ Via Ferrata, die neben dem Informationszentrum Naturum beginnen. Auf dem Berg gibt es Spuren der höchsten Küstenlinie nach der Eiszeit, eine Küstenlinie, die 286 Meter höher war als heute (also die höchste der Welt). Die höchste Küstenlinie ist auf einem Teil des Berges mit blauem Licht markiert, das von Verkehrsteilnehmern gesehen werden kann, die nach Einbruch der Dunkelheit entlang der E4 nach Süden fahren.
Verschiedene touristische Einrichtungen finden sich in Verbindung mit dem Berg, der auch Teil der touristischen Region Höga Kusten ist. Unter anderem die größte alpine Skianlage der Gemeinde Kramfors mit drei Liften (darunter ein fester Vierersessellift, eingeweiht im Hochsommer 2021, der den Zweiersessellift von 1965 ersetzte) und vier Pisten (sechs Pisten gezählt mit zwei Verbindungspassagen). Die Sesselbahn fährt auch im Sommer für den Personentransport. Auf der Südseite von Skuleberget befindet sich der Erlebniskomplex Friluftsbyn mit u. a. einem Spielplatz, Gemeinschaftsbereichen, einem Badestrand und einem ehemaligen Labyrinth.
Der Berg hat eine Höhle, die einst eine Räuberbande beherbergt haben soll. Diese Räuber kamen laut Historie des Nordischen Museums im 17. Jahrhundert nach Skuleskogen und Skuleberget und beschlagnahmten die Höhle, die später als Rövargrottan bekannt wurde. Von hier aus überfielen sie Händler und die Dörfer der Gegend.
Die Höhle, die abwechselnd Kungsgrottan, Skulegrottan und Rövargrottan genannt wird, ist von der Straße aus als großer dunkler Fleck in der Mitte der fast senkrechten Felswand sichtbar. Es ist keine Höhle im eigentlichen Sinne, sondern eine Ausgrabung im Fels mit einem Durchmesser und einer Tiefe von einigen Metern. Der Weg zum Eingang ist sehr unzugänglich, aber heute helfen Treppen und feste Leitern.

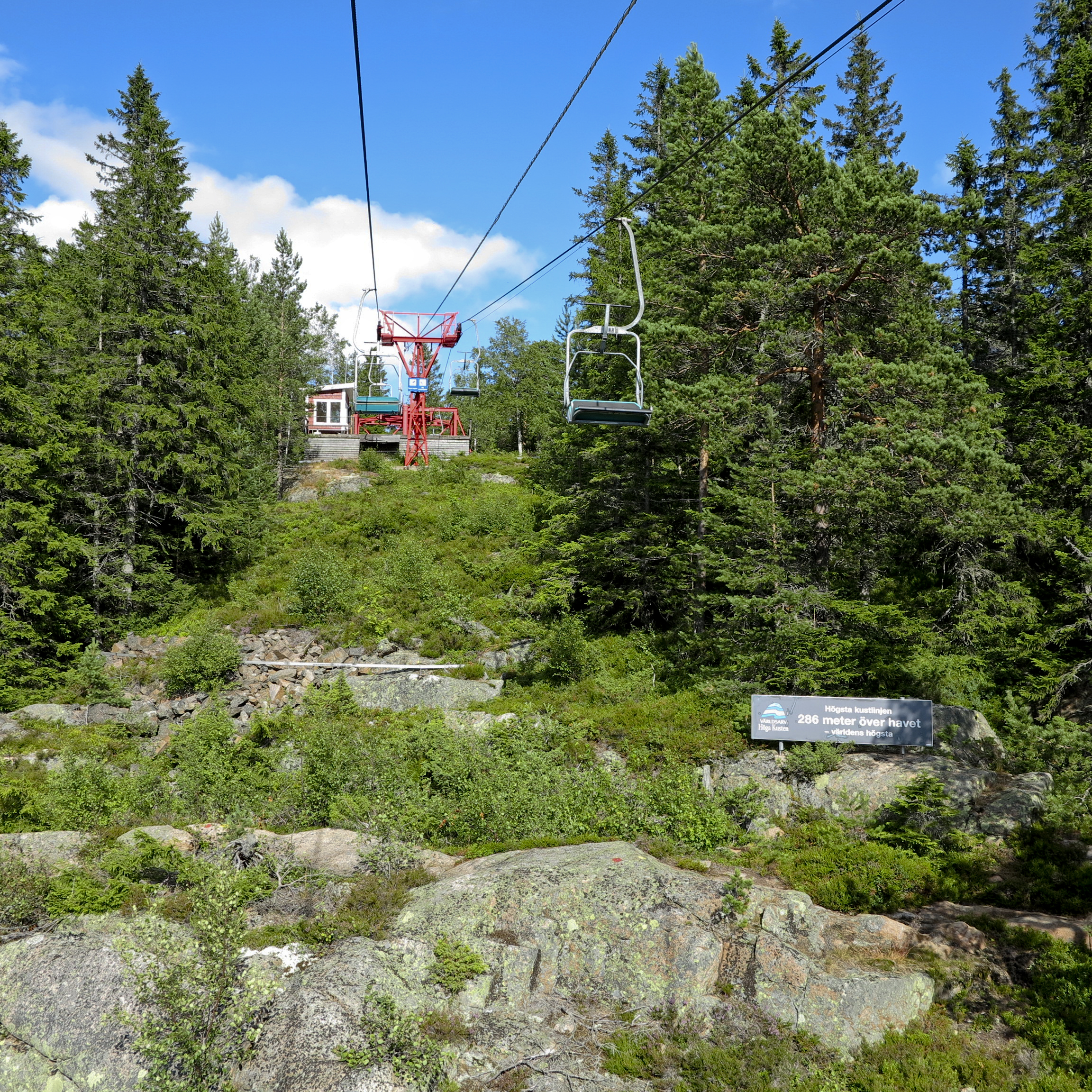
Sessellift
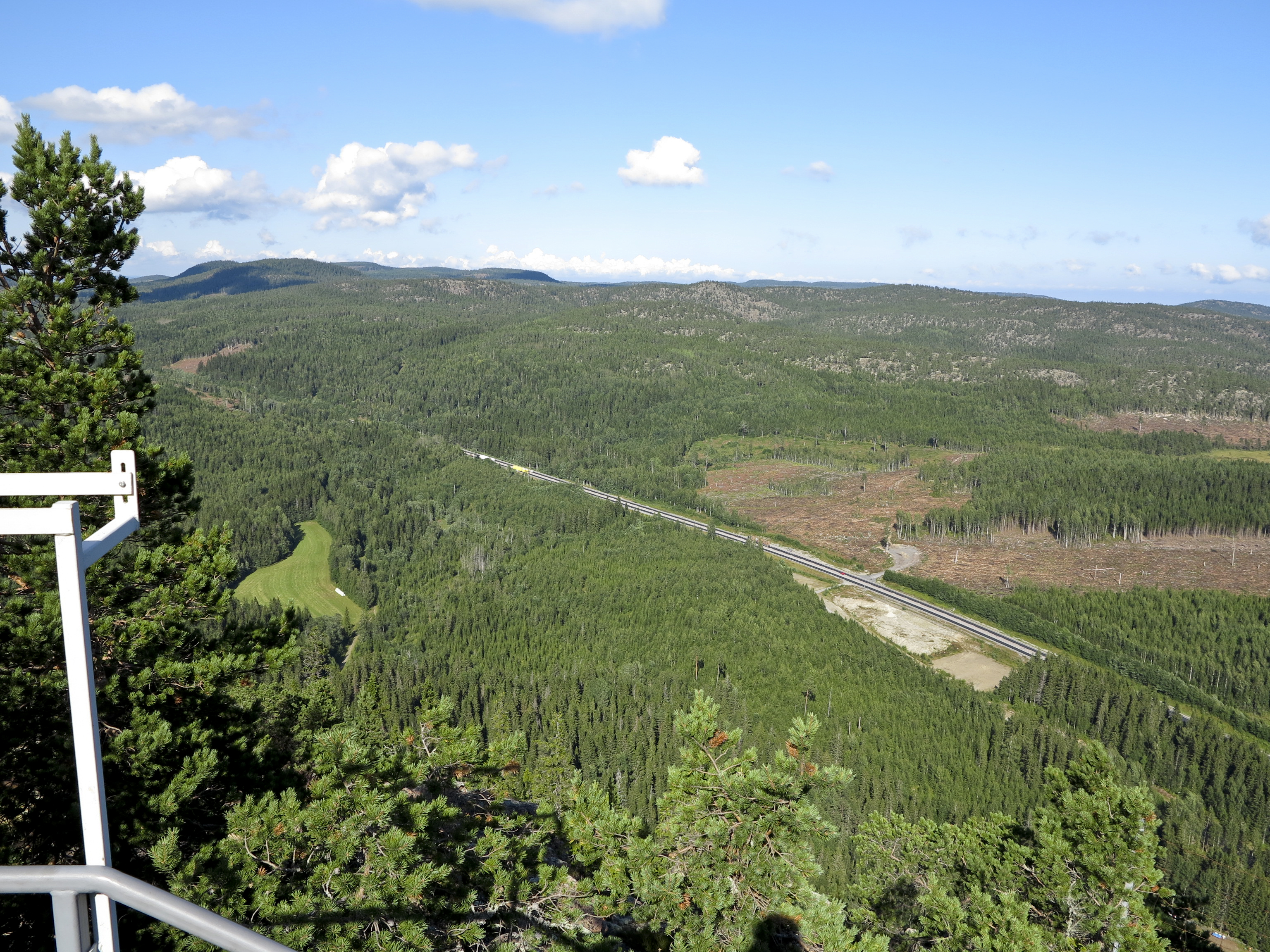
Blick auf den Skuleskogens über die E4
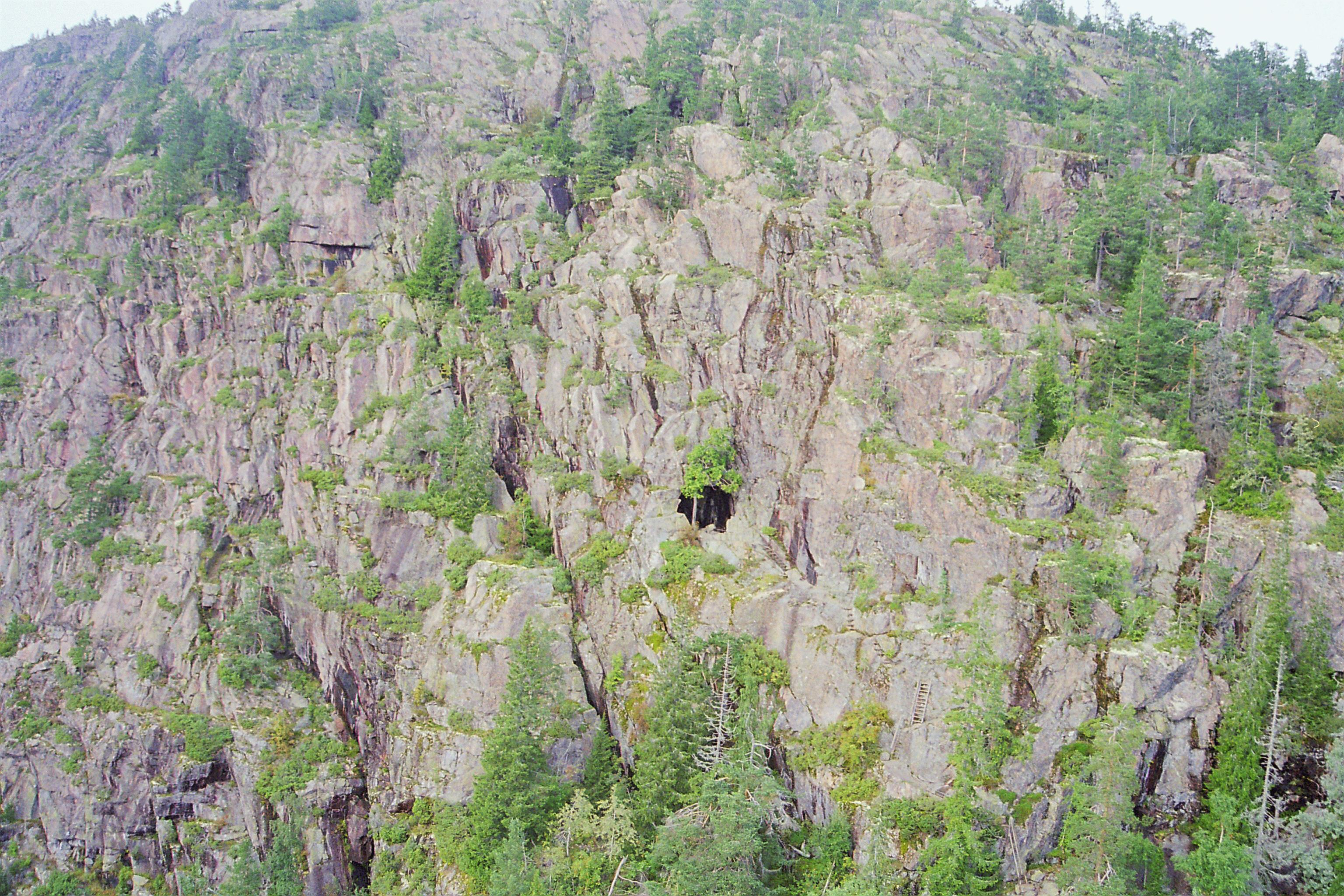
Kungsgrottan
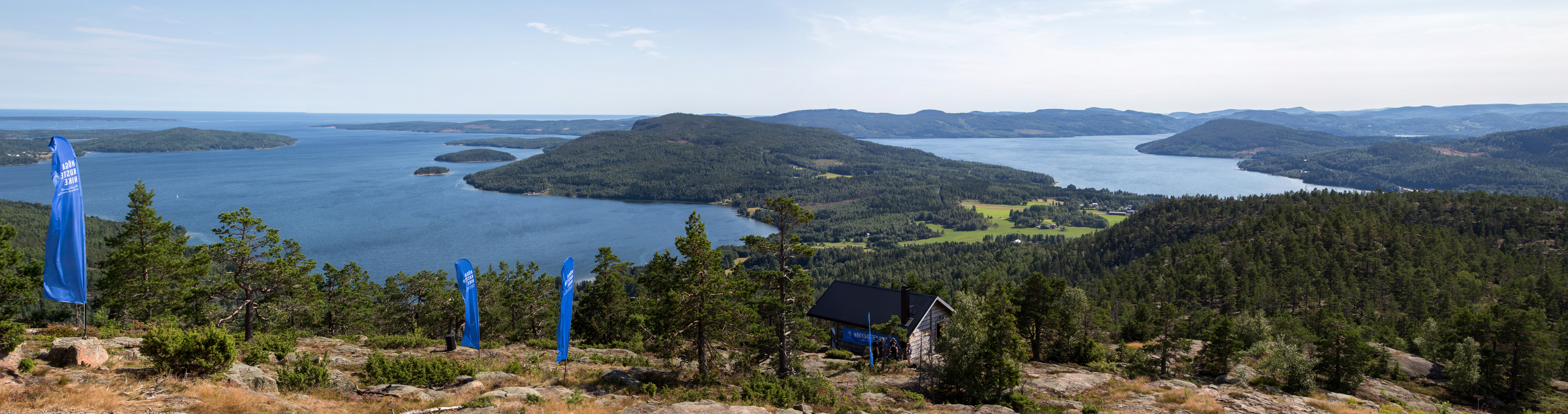
Panorama vom Skuleberget